# Kvelertak
Kvelertak je norská heavymetalová skupina založená roku 2007 ve Stavangeru. Skládá se ze šesti členů, jimiž jsou zpěvák Ivar Nikolaisen, kytaristé Vidar Landa, Bjarte Lund Rolland a Maciek Ofstad, baskytarista Marvin Nygaard a bubeník Håvard Takle Ohr. Hudba skupiny je ovlivněna zejména žánry rock and roll, black metal a punk rock, texty písní jsou psány v norštině.
První album skupiny, Kvelertak, bylo vydáno v červnu roku 2010 a v rámci Norska se prodalo více než 15 000 jeho kopií. Druhé album, Meir, vyšlo v březnu roku 2013, třetí album, Nattesferd, pak v květnu 2016. Čtvrté album pod názvem Splid vyšlo v únoru 2020.

## Historie

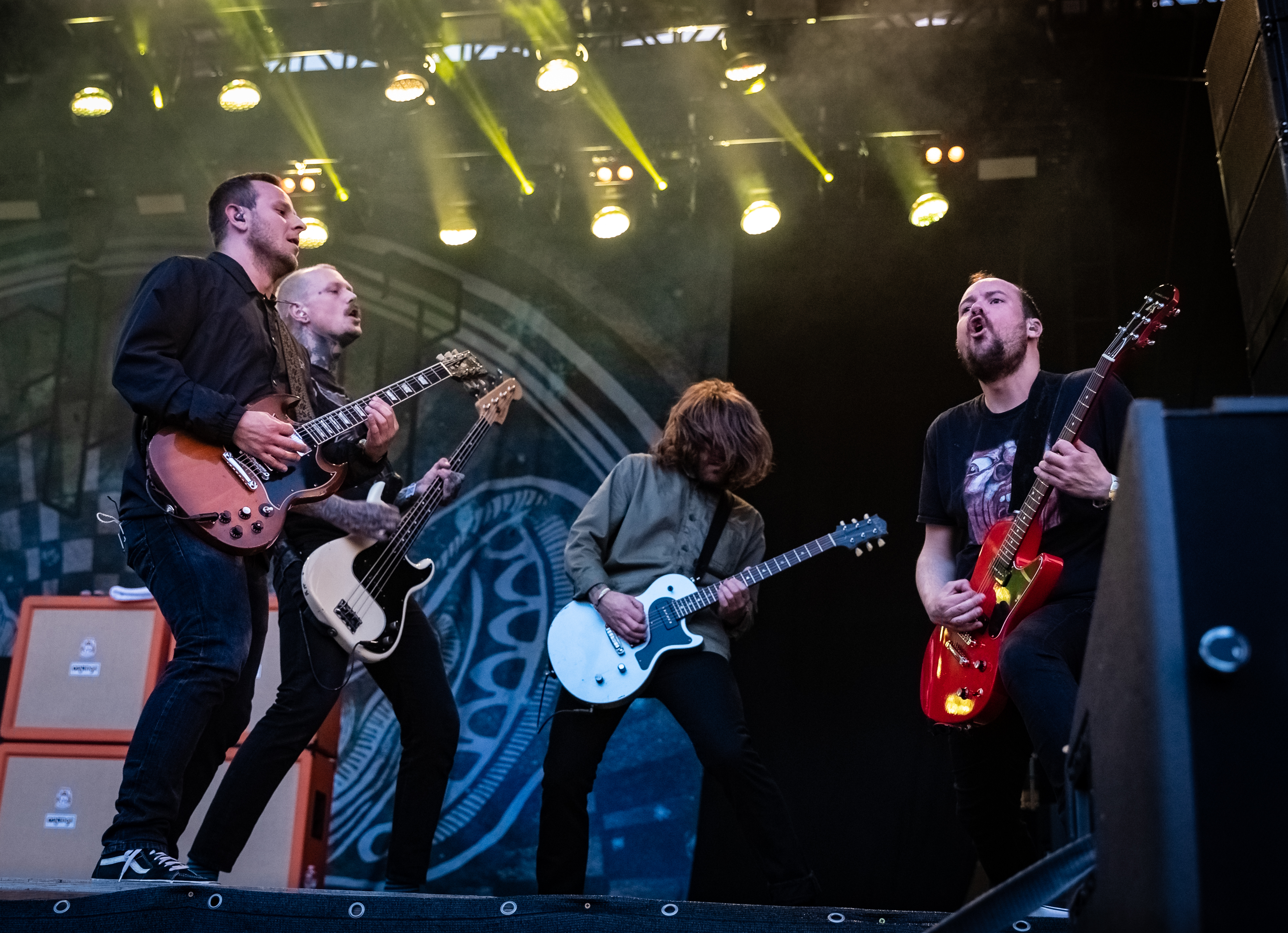
Kvelertak v roce 2019

Skupina vznikla v roce 2007 ve Stavangeru, ještě tentýž rok pak vytvořila demonahrávku Westcoast Holocaust o deseti písních.
Své první album, Kvelertak, skupina vydala 21. června 2010 prostřednictvím norského vydavatelství Indie Recordings. 15. března 2011 se album dočkalo vydání i v Severní Americe (vydavatelství The End Records), tato verze byla doplněna o šest bonusových nahrávek. V Norsku získalo album ocenění Zlatá deska za prodej více než 15 000 kopií.
V březnu roku 2011 získala skupina dvojnásobné domácí hudební ocenění Spellemannprisen v kategoriích „Nejlepší nováček“ a „Nejlepší rocková skupina“. Píseň Mjød, vydaná jako první singl z tohoto alba, byla použita jako hudební podklad závěrečných titulků ve filmu Lovec trolů.
Druhé studiové album, nazvané Meir, bylo vydáno 25. března 2013 (v USA 26. března), ve Skandinávii prostřednictvím Sony Music Scandinavia, ve zbytku světa pak prostřednictvím Roadrunner Records, vinylovou verzi zajistilo vydavatelství Indie Recordings. Skupina za toto album získala další ocenění Spellemannprisen, a to v kategorii „Metal“.

## Diskografie

### Studiová alba
| Rok  | Název alba | Nejlepší umístění v hitparádách | Nejlepší umístění v hitparádách | Nejlepší umístění v hitparádách | Nejlepší umístění v hitparádách | Nejlepší umístění v hitparádách | Nejlepší umístění v hitparádách | Nejlepší umístění v hitparádách |
| Rok  | Název alba | NOR                             | BEL (FL)                        | FIN                             | GER                             | SWE                             | CHE                             | UK                              |
| ---- | --- | ------------------------------- | ------------------------------- | ------------------------------- | ------------------------------- | ------------------------------- | ------------------------------- | ------------------------------- |
| 2010 | Kvelertak - Vydáno: 21. června 2010 - Vydavatel: Indie Recordings - Formát: CD, digitální download                                            | 3                               | —                               | —                               | —                               | —                               | —                               | —                               |
| 2013 | Meir - Vydáno: 25. března 2013 - Vydavatel: Sony Music Scandinavia, Roadrunner Records, Indie Recordings - Formát: CD, digitální download, LP | 1                               | 165                             | 18                              | 64                              | 20                              | 100                             | 108                             |
| 2016 | Nattesferd - Vydáno: 13. května 2016 - Vydavatel: Roadrunner Records - Formát: CD, digitální download                                         | 2                               | 91                              | 9                               | 24                              | 31                              | 44                              | 128                             |
| 2020 | Splid - Vydáno: 14. února 2020 - Vydavatel: Rise Records - Formát: CD, digitální download                                                     | 1                               | —                               | —                               | 12                              | 19                              | —                               | —                               |
| 2023 | Endling - Vydáno: 8. září 2023 - Vydavatel: Rise Records - Formát: CD, digitální download                                                     | 2                               | —                               | 24                              | 12                              | 29                              | —                               | —                               |

### EP
- Gojira/Kvelertak Live (2013)

### Singly
- Mjød (2010)
- Blodtørst (2010)
- Bruane Brenn (2013)
- 1985 (2016)
- Berserkr (2016)

### Demo
- Westcoast Holocaust (2007)

## Členové
Nynější členové
- Vidar Landa – kytara (2007–dosud)

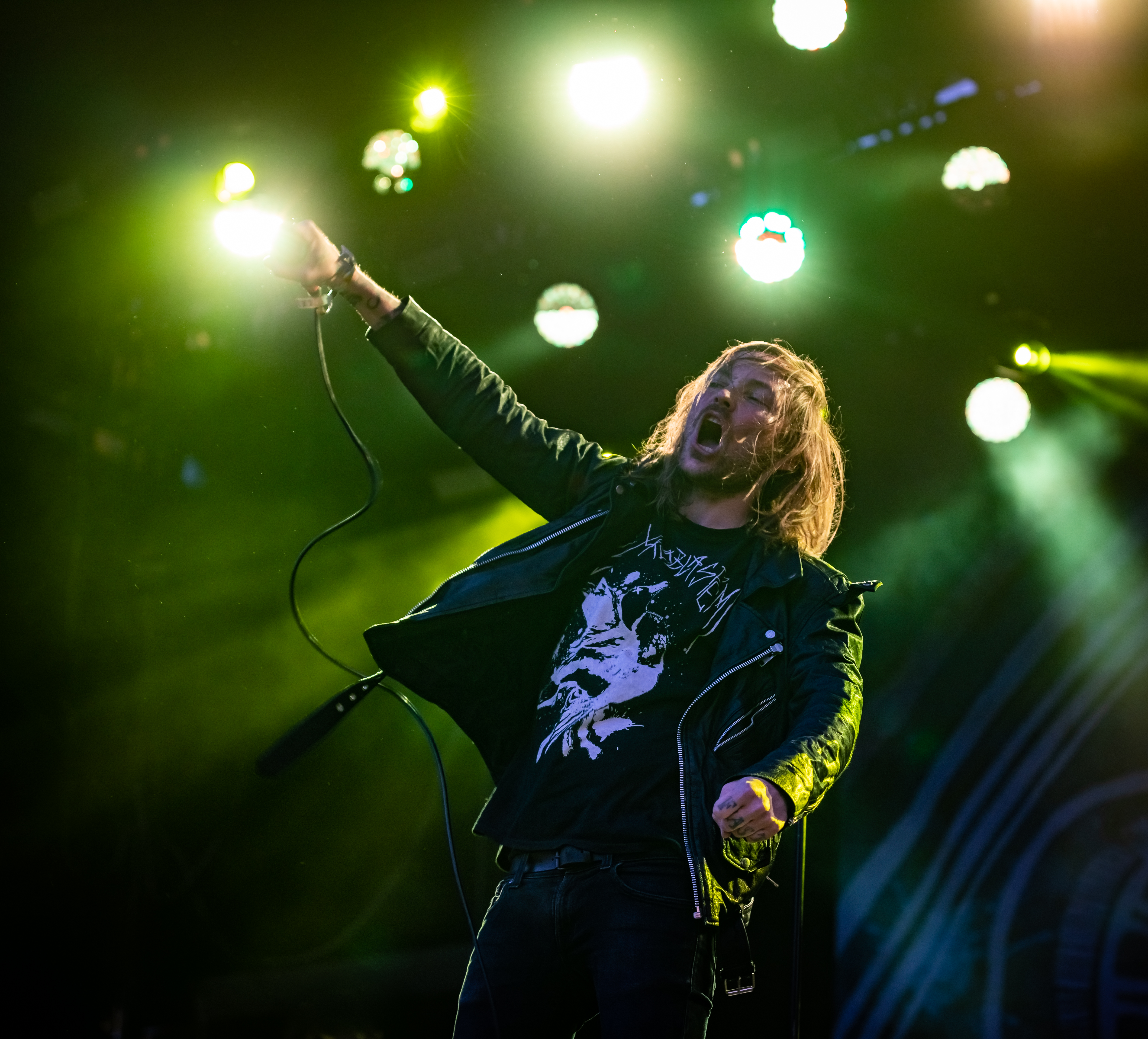
Ivar Nikolaisen v roce 2019

- Bjarte Lund Rolland – kytara (2007–dosud)
- Marvin Nygaard – basa (2007–dosud)
- Maciek Ofstad – kytara, zpěv (2009–dosud)
- Ivar Nikolaisen – zpěv (2018–dosud)
- Håvard Takle Ohr – bicí (2019–dosud)

bývalí členové
- Erlend Hjelvik – zpěv (2007–2018)

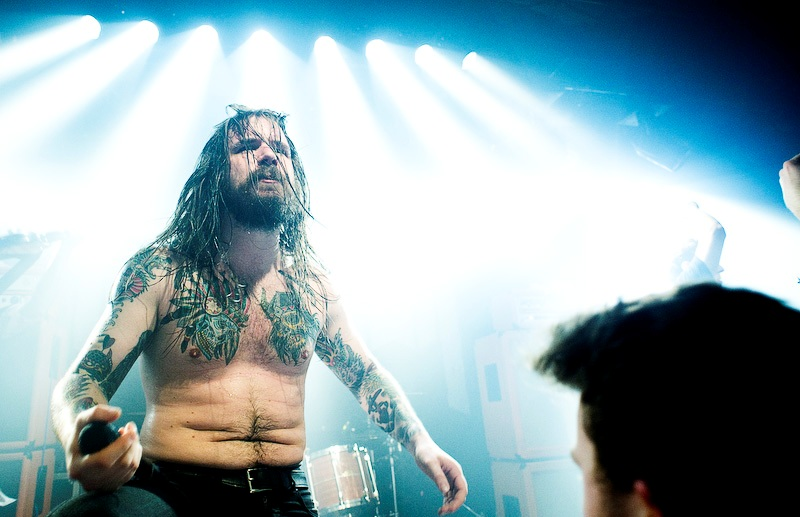
Bývalý frontman Erlend Hjelvik

- Anders Mosness – kytara (2007–2009), bicí (2007–2008)
- Kjetil Gjermundrød – bicí (2008–2019)

Náhradní členové
- Steve Moore – bicí (náhradní) (2019)